# Blutengel
Blutengel är ett darkwaveband från Tyskland. Dess förgrundsfigur är Chris Pohl. Övriga medlemmar är; Urike Goldmann (sång), Steffi Weingarten (sång) samt Anja Milow, Jenny och Maria (bakgrundsdansare).

## Diskografi

### Album
- Child of Glass (1999)
- Seelenschmerz (2001)
- Angel Dust (2002)
- Demon Kiss (2004)
- Labyrinth (2007)
- Schwarzes Eis (2009)
- Tränenhertz 1&2 (2011)
- Monument (2013)
- Black Symphonies - an orchesttal journey (2014)
- Omen (2015)
- Leitbild (2017)

### EP
- The Oxidising Angel (2005)
- Soultaker (2009)

### Singlar
- Bloody Pleasures (2001)
- Black Roses (2001)
- Vampire Romance (2002)
- Forever (2003)
- Mein Babylon (2004)
- No Eternity (2004)
- My Saviour (2006)
- Lucifer (Purgatory) (2007)
- Lucifer (Blaze) (2007)
- Winter of My Life (2008)
- Dancing in the Light (Forsaken) (2008)
- Dancing in the Light (Solitary) (2008)
- Reich mir die Hand (2011)
- Über Den Horizont (2011)
- Save Our souls (2012)
- You Walk Away (2013)
- Kinder Dieser Stadt (2013)
- Krieger (2014)
- Asche zu Asche (2014)
- Sing (2015)
- In Alle Ewigkeit (2015)
- Complete (2016)

### DVD
- Live Lines (2005)
- Moments of Our Lives (2008)

### Låtar utgivna endast på samlingsalbum
- Love (Awake the Machines Vol. 2; 1998)
- Fairyland (Female Version) (Machineries of Joy; 2000)
- Hold Me (Just for This Night) (Orkus Collection 2; 2001)
- Weg Zu Mir (Shicksals-Version 2002) (Fear Section Vol. 1; 2002)
- Waiting For You (Machineries of Joy Vol. 2; 2002)
- Falling (Machineries of Joy Vol. 3; 2003)
- Leaving You (Forever; 2005)
- Misery (Machineries of Joy Vol. 4; 2006)